# Konstantinopel Kiekeboe
Konstantinopel Kiekeboe  is een personage uit de stripserie De Kiekeboes. Konstantinopel is de zoon van hoofdrolspeler Marcel Kiekeboe. Hij werd vernoemd naar de vroegere naam van de stad Istanboel: Konstantinopel. Zijn lange naam wordt vaak afgekort tot Nopel. Hij is jarig op 23 augustus.

## Personage
Konstantinopel is de jongste uit het gezin van Kiekeboe. Hij is dan ook nog de enige die naar school gaat. Zie bijvoorbeeld album Kiekeboeket. In de oude albums droeg hij steevast een rode trui en korte zwarte broek, later een rood joggingpak en in de modernere albums meer trendy kleren.
Hij gaat ook graag bij de buurkinderen, Joeksel en Froefroe, spelen. Konstantinopel is verzot op computerspelletjes en kan goed overweg met allerlei elektronica en multimedia.
Konstantinopel is een intelligent kind voor zijn leeftijd. Hij kan erg vindingrijk zijn en beschikt over een knappe opmerkingsgave. Hij is blijkbaar ook een verdienstelijk uitvinder: in De pili-pili pillen vindt hij toevallig pillen uit die dronkenschap voorkomen en in Het gat in de kaas een auto die door een magneet wordt aangedreven. Verder krijgt hij ook nog eens de hoofdrol in albums De Incabouter en De hoed van Robin.
In Schiet niet op de pianist wordt hij verliefd op Laila, de ex-vriendin van de beroemde pianist Danny Zerkoffi.
In Uranium-235 uit 2024 wordt een tijdsprong in de stripreeks gemaakt. Sindsdien is hij een tiener en wordt hij consequent Nopel genoemd. 

## Trivia
- In de stripreeks En daarmee basta! is hij in het negende album, In goede en kwade dagen aanwezig op het huwelijksfeest van Bert en Patsy.

## Theater
- In het toneelstuk Baas boven baas (Studio 100), werd zijn rol vertolkt door Lukas Crabbé (9) en Joey Melotte (8).